# CORINE Land Cover
O CORINE Land Cover (CLC) é um projecto do programa CORINE, que teve no seu inicio o objectivo de produzir cartografia de ocupação e uso do solo nos países na união europeia, num ano próximo de 1990. A primeira base de dados resultante ficou conhecida como CORINE Land Cover 1990 (CLC90), e em 1999 a Agência Europeia do Ambiente e o Centro Comum de Investigação (JRC) da CE lançaram uma nova versão do projecto, o I&CLC2000 para actualizar a cartografia CLC90, desta feita relativamente ao ano 2000, envolvendo nessa tarefa 29 países. Em Portugal, o projecto CLC2000 Portugal decorreu entre Outubro de 2002 e Fevereiro de 2005 financiado pela Agência Portuguesa do Ambiente, e coordenado pelo Instituto Superior de Estatística e Gestão de Informação da Universidade Nova de Lisboa com a colaboração do Instituto Geográfico Português.